# Ponikvari
Ponikvari is een plaats in de gemeente Topusko in de Kroatische provincie Sisak-Moslavina. De plaats telt 404 inwoners (2001).